# Daniele Crosta
  Daniele Crosta    (Busto Arsizio, 5 de maig de 1970) és un esportista italià ja retirat que va competir en esgrima, especialista en la modalitat de floret.
Va participar en els Jocs Olímpics de Sidney 2000, i hi va obtenir una medalla de bronze en la prova per equips (juntament amb Gabriele Magni, Salvatore Sanzo i Matteo Zennaro).[1]
Va guanyar una medalla de bronze en el Campionat Mundial d'Esgrima de 1997 i dues medalles en el Campionat d'Europa d'esgrima, or el 1999 i bronze el 2000.

## Palmarès internacional
| Jocs Olímpics      | Jocs Olímpics                | Jocs Olímpics | Jocs Olímpics     |
| Any                | Lloc                         | Medalla       | Prova             |
| ------------------ | ---------------------------- | ------------- | ----------------- |
| 2000               | Sydney ( Austràlia)          | 3             | Floret per equips |
| Campionat del Món  |                              |               |                   |
| Any                | Lloc                         | Medalla       | Prova             |
| 1997               | Ciutat del Cap ( Sud-àfrica) | 3             | Floret per equips |
| Campionat d'Europa |                              |               |                   |
| Any                | Lloc                         | Medalla       | Prova             |
| 1999               | Bozen ( Itàlia)              | 1             | Floret per equips |
| 2000               | Funchal ( Portugal)          | 3             | Floret per equips |